# Takuja Honda
Takuja Honda (* 17. dubna 1985) je japonský fotbalista.

## Reprezentace
Takuja Honda odehrál 2 reprezentační utkání. S japonskou reprezentací se zúčastnil letních olympijských her 2008.

## Statistiky
| Japonsko | Japonsko | Japonsko |
| Roky     | Záp.     | Góly     |
| -------- | -------- | -------- |
| 2011     | 2        | 0        |
| Celkem   | 2        | 0        |